# Spathidexia flavicornis
Spathidexia flavicornis là một loài ruồi trong họ Tachinidae.